# Graitschen bei Bürgel
Graitschen b. Bürgel è un comune di 391 abitanti  della Turingia, in Germania.
Appartiene al circondario della Saale-Holzland (targa SHK) ed è amministrato dal comune amministratore (Erfüllende Gemeinde) di Bürgel.